# Atheris broadleyi
Atheris broadleyi är en ormart som beskrevs av Lawson 1999. Atheris broadleyi ingår i släktet trädhuggormar och familjen huggormar. Inga underarter finns listade.
Arten förekommer från Nigeria till Centralafrikanska republiken och söderut till Kongo-Brazzaville.